# Olieras
Olieras (en francès Ollières) és un municipi francès situat al departament del Var i a la regió de Provença – Alps – Costa Blava.

## Demografia
| 1962                                       | 1968 | 1975 | 1982 | 1990 | 1999 | 2007 |
| ------------------------------------------ | ---- | ---- | ---- | ---- | ---- | ---- |
| 110                                        | 138  | 151  | 200  | 331  | 446  | 624  |
| Des de 1962: població sense dobles comptes |      |      |      |      |      |      |

## Administració
| Període   | Identitat          | Partit |
| --------- | ------------------ | ------ |
| 2001-2006 | Marcel Jean Doriac | PS     |
| 2006-2008 | René Caire         | PS     |
| 2008-     | Jeanine D'Andrea   |        |